# 鈴木奈央
鈴木 奈央（すずき なお、1997年2月9日 - ）は、静岡県富士市出身の女子競輪選手、元自転車競技選手。登録地は静岡県、ホームバンクは静岡競輪場。日本競輪学校（当時。以下、競輪学校）第110期生。師匠は深澤伸介（76期）。

## 経歴
小学校3年生の時に兄・康平（123期）の影響で自転車に乗り始め、星陵高等学校進学後に本格的に自転車競技を始める。中長距離種目を中心に活躍し、地元静岡県の伊豆ベロドロームで開催される東京オリンピック出場を目指す強化指定選手に選ばれた。
2014年5月のアジア・ジュニア自転車競技選手権大会のスクラッチで優勝。翌2015年2月のアジア・ジュニア自転車競技選手権大会では、ケイリン・チームパシュート・スクラッチで優勝した。
高校卒業後は大学進学か競輪選手となることを視野に入れていたが、大学に進学した場合、東京オリンピック前年に競輪学校に入学することとなるため大学へ進学せずに競輪選手となることを決意。当時ナショナルチームで競輪と自転車競技を両立していた加瀬加奈子の影響もあり、鈴木自身も両立しながらオリンピックを目指すことにした。
2015年、競輪学校第110回生入学試験に合格。在校成績は1位（32勝）であったが、卒業記念レース決勝は2着で優勝を逃した。
2016年7月2日、地元の静岡競輪場でデビュー。デビュー戦では4着・1着・3着であった。7月24日デビュー2戦目の平塚競輪場で初優勝を飾った。
その後も競輪と自転車競技を並行して活動していたが、2018年頃より自転車競技の活動が中心となってきたため、競輪の出走は少なくなった。当時はJCFよりトラックレース中距離強化指定「Ａ」指定選手（ポディウム）として指定されていた。
2017年11月、イギリスのマンチェスターで行われたUCIトラックサイクリングワールドカップ第2戦の女子チームパシュートに出場し、銅メダルを獲得。同種目においては日本初のメダル獲得となった。翌月、チリのサンティアゴで行われたUCIトラックサイクリングワールドカップ第4戦においても銅メダルを獲得した。
2018年2月、オランダのアペルドールンで行われたUCIトラック世界選手権大会 女子スクラッチで4位入賞を果たした。
2020年、ファン投票「ガールズケイリン総選挙」にて第13位で選出され、8月13日に行われたガールズケイリンコレクション名古屋ステージ・アルテミス賞にてガールズケイリンコレクション初出場を果たす（結果5着）。
2021年12月13日、「団体追い抜きでメダルが取れていたときは目標があった。でも、今は世界を目指すにあたっての目標が見つからない」との理由で、今後はガールズケイリンに専念することを表明、自転車競技については引退した。